# Albert Coinchon
Albert Coinchon, né le 1er juillet 1845 à Paris et mort le 19 janvier 1871 à Rueil-Malmaison, lors de la bataille de Buzenval (1871), est un dessinateur, artiste peintre et sculpteur français, également connu sous le pseudonyme « A. Jann » (ou « Alb. Jann »).

## Biographie
Né le 1er juillet 1845 au no 46 de la rue Saint-Sébastien, Albert Coinchon est le fils d'Eugénie Charnoz, employée, et de Théodore Coinchon, sculpteur.
Initié à l'art par son père, le jeune Albert Coinchon démontre très vite ses aptitudes pour le dessin. En 1859, le graveur François Pannemaker propose de le prendre comme élève, mais Coinchon refuse et préfère entrer, l'année suivante, à l’École des beaux-arts. Il s'y forme tout d'abord à la peinture dans l'atelier de Pils, se classant premier au concours de dessin de 1863, avant d'y poursuivre son apprentissage de la sculpture auprès d'Auguste Dumont. Il suit également les cours de Barye au Jardin des plantes.
En tant que sculpteur, il modèle plusieurs sujets en bronze ainsi que des médaillons de fonds de coupes. Il travaille notamment pour des fabricants de meubles et des décorateurs. En tant que peintre décorateur, il peint les Quatre éléments pour le comte de Kersaint au château de Dampont  et les Douze signes du zodiaques chez M. Graff à Cologne.
Dessinateur, il réalise de nombreuses illustrations, par exemple pour des publications destinées à la jeunesse ou des revues. Créateur d'un album humoristique, Les Douze travaux d'Hercule, dans lequel il parodie l'art antique et la mythologie gréco-romaine, il se spécialise dans cette veine et s'adonne également à la caricature, signant certaines de ses œuvres du pseudonyme « A. Jann ». Ami d'André Gill, il collabore à L'Éclipse (1868-1869), à La Parodie (1869), qu'il codirige, et au Monde pour rire (1869). En décembre 1869, il fonde son propre journal en couleurs, Le Vase étrusque, mais celui-ci n'aura qu'un numéro.
Le 28 mai 1868, Coinchon a épousé Rosalie-Louise Tacchi (1849-1872), une jeune repasseuse. Le sculpteur Didier Début figure parmi les témoins qui ont signé l'acte de mariage, sur lequel Coinchon est mentionné comme « architecte dessinateur ».
Pendant la Guerre franco-allemande de 1870, il fait publier une série de caricatures intitulée Actualités, qui raille les soldats allemands et leur souverain Guillaume Ier. Adjudant au 212e bataillon de marche de la Garde nationale, il est tué le 19 janvier 1871 lors de la seconde bataille de Buzenval.
Son corps, ramené à Paris et déposé parmi ceux de nombreuses autres gardes nationaux dans un bâtiment du cimetière du Père-Lachaise, est identifié le 25 janvier par son père et par son ami, l'architecte Maurice Du Seigneur (fils de Jehan Du Seigneur). Il est inhumé le surlendemain, en même temps que sa fille Caroline, morte la veille à l'âge d'un an et demi.
Mort à l'âge de 25 ans, Albert Coinchon laisse notamment derrière lui un projet inachevé d'illustration des Châtiments de Victor Hugo.
Un an après sa mort, deux de ses dessins sont exposés au Salon, où il avait présenté ses œuvres en 1866, 1869 et 1870. Quelques années plus tard, son nom est gravé sur l'une des colonnes du Monument à Henri Regnault et aux élèves de l'École des beaux-arts tués en 1870-1871.

Quelques œuvres d'Albert Coinchon
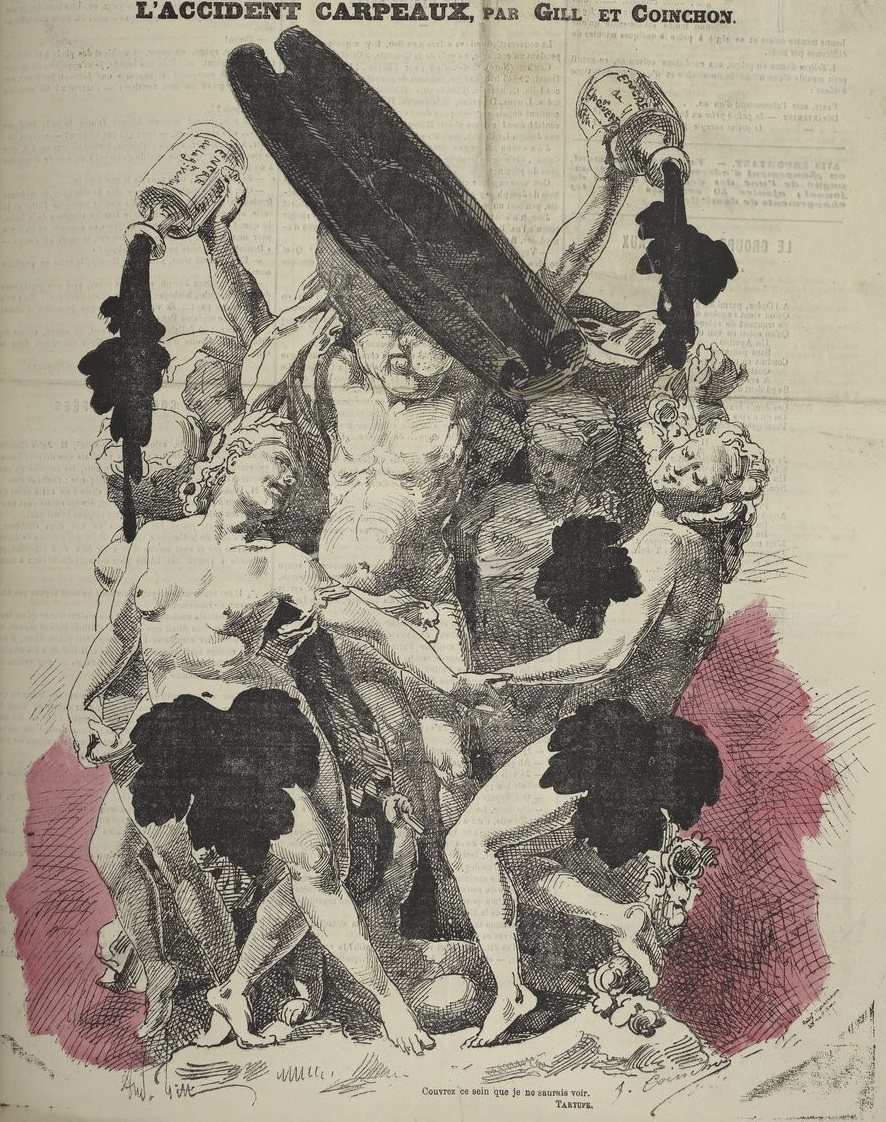
« L'accident Carpeaux » (avec André Gill, L'Éclipse, 11 septembre 1869).
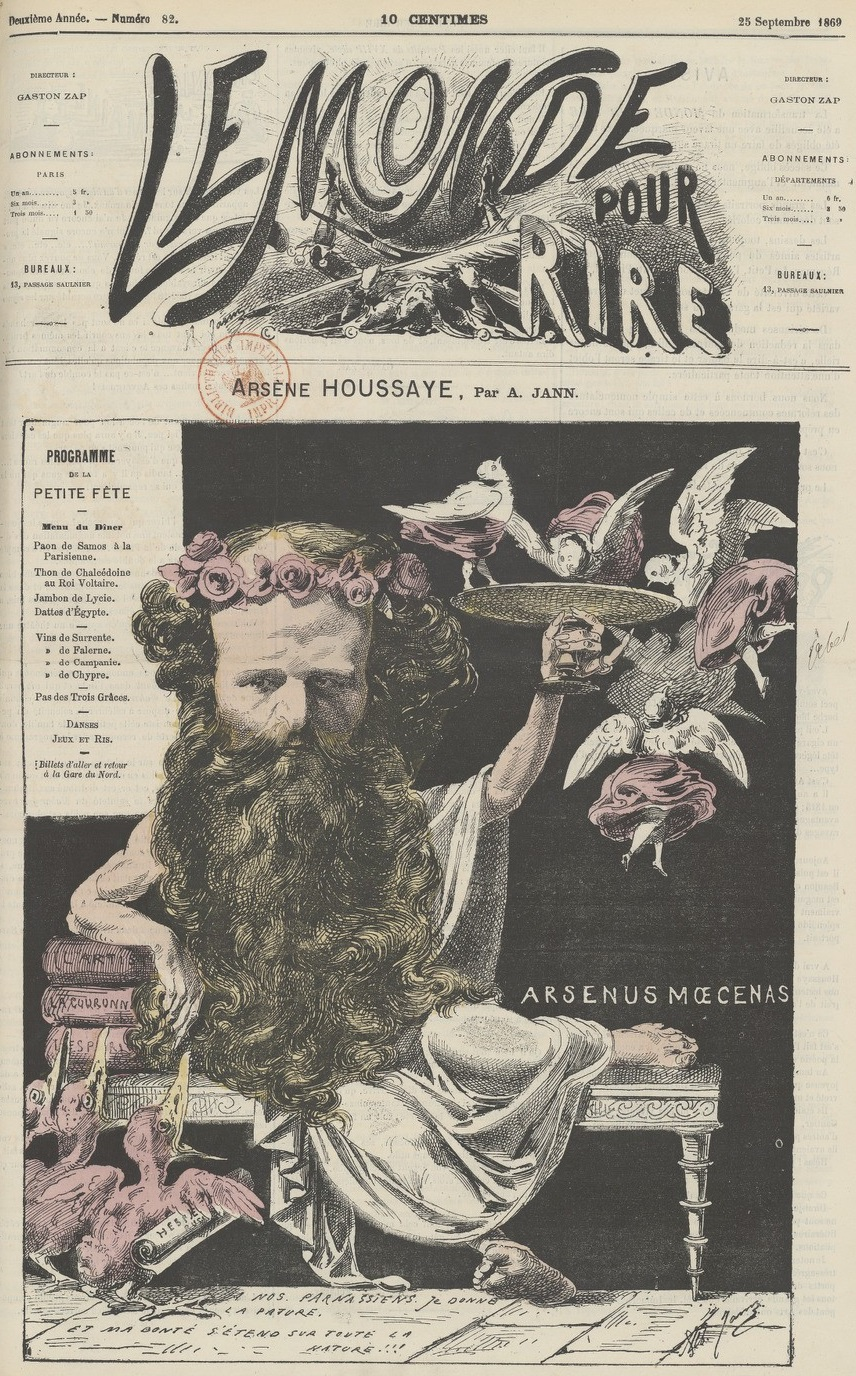
Caricature d'Arsène Houssaye et titre du journal (Le Monde pour rire, 25 septembre 1869).
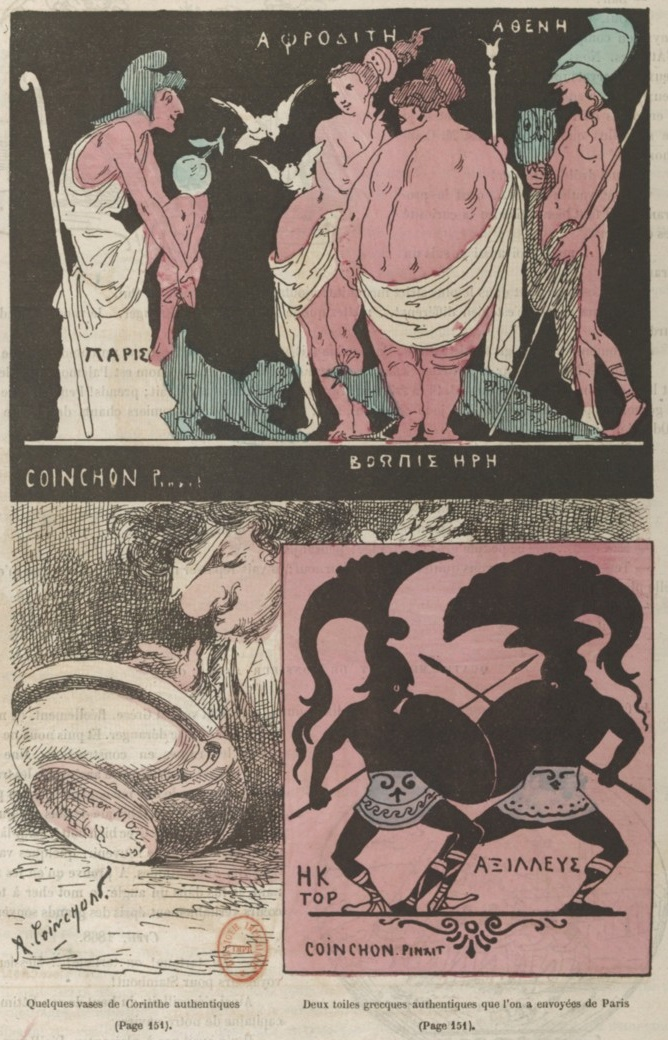
Jugement de Pâris, caricature d'André Gill et combat d'Achille et Hector (La Parodie, 23 octobre 1869).
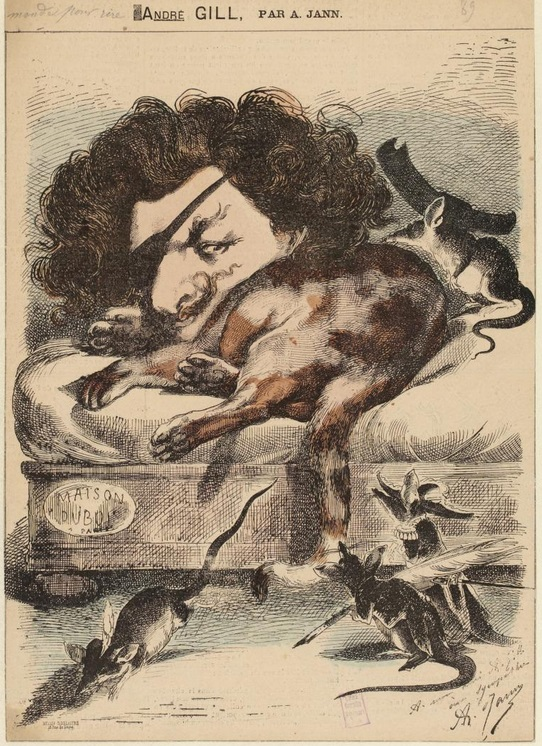
Autre caricature d'André Gill (Le Monde pour rire, 13 novembre 1869).
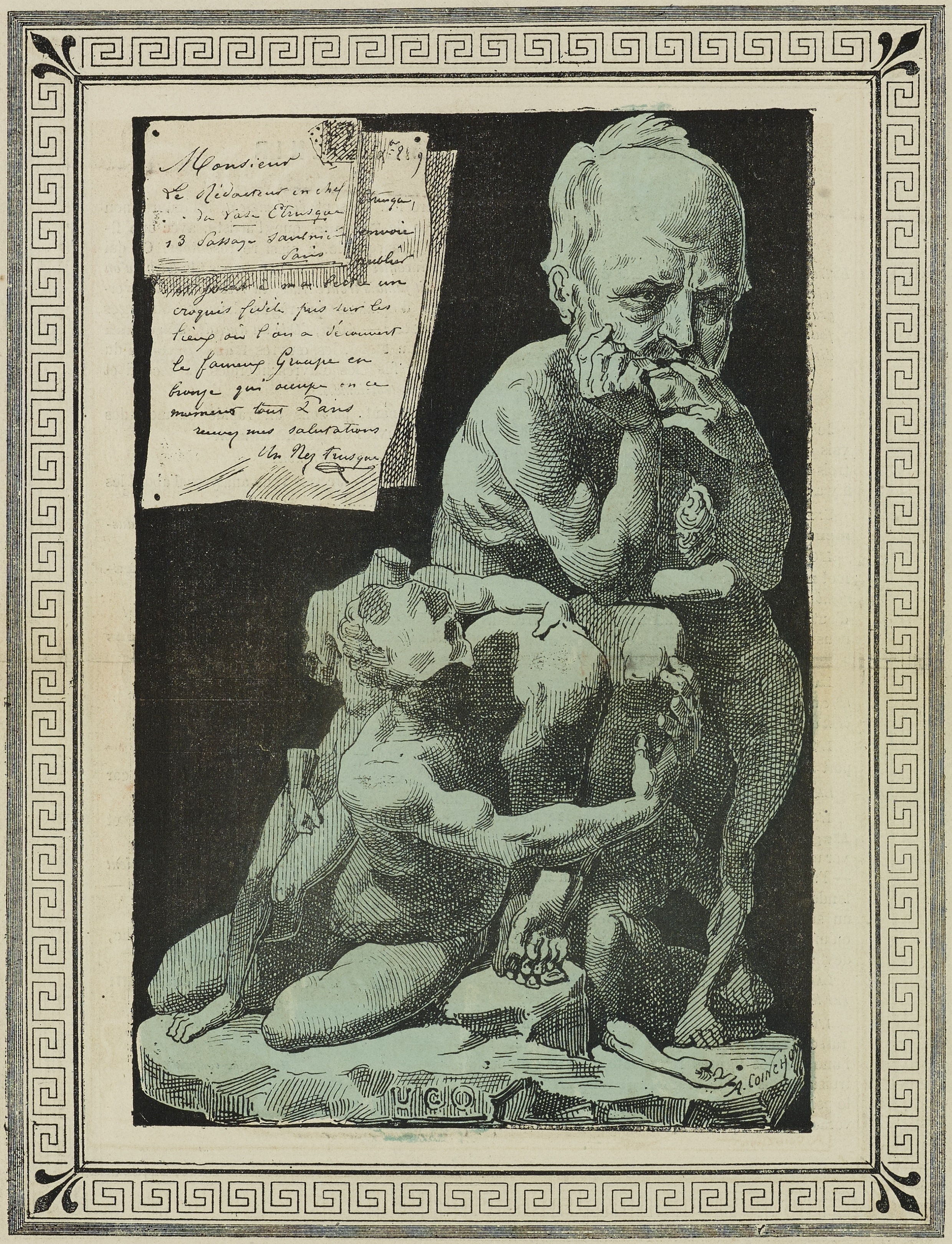
Caricature de Victor Hugo en Ugolin de Carpeaux (Le Vase étrusque, 15 décembre 1869).
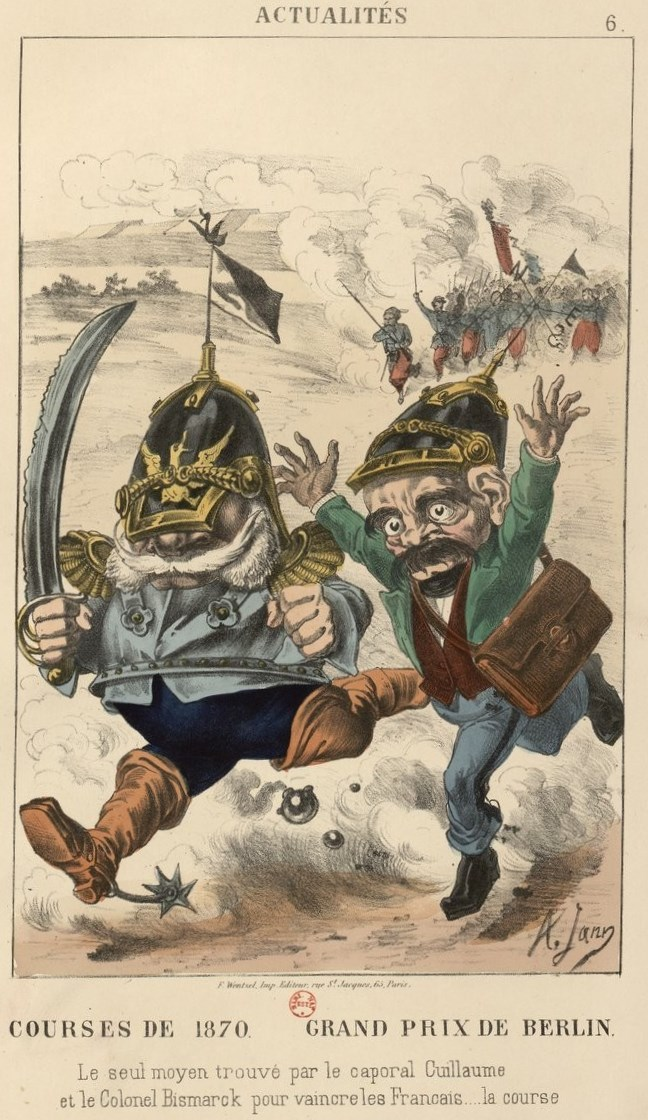
« Courses de 1870 », 6e planche des Actualités (1870).
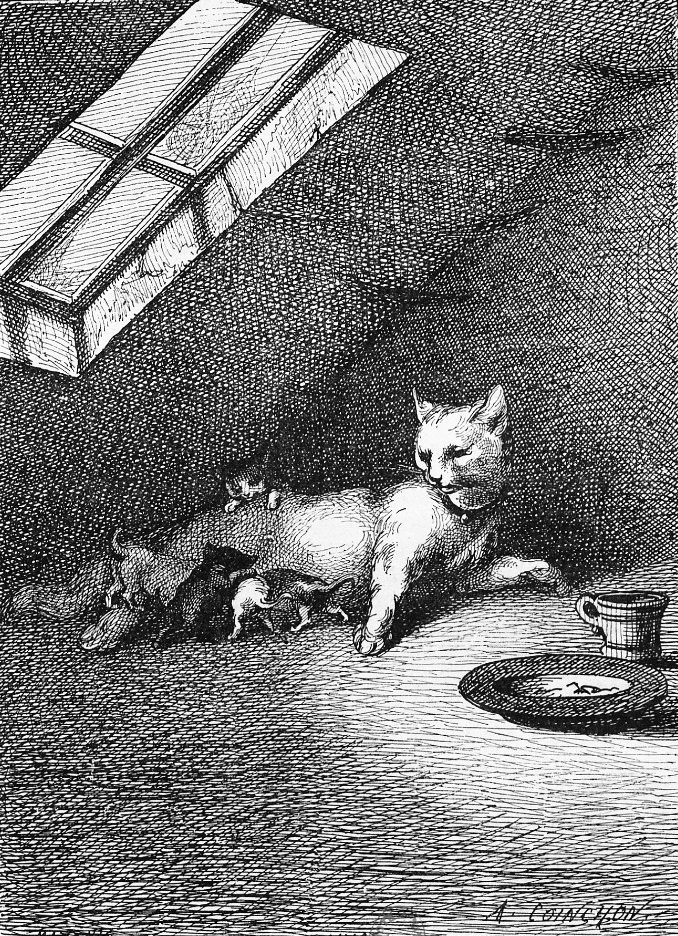
Gravure de Matthis d'après un dessin de Coinchon (1870) pour un livre de P.-J. Stahl (1873).
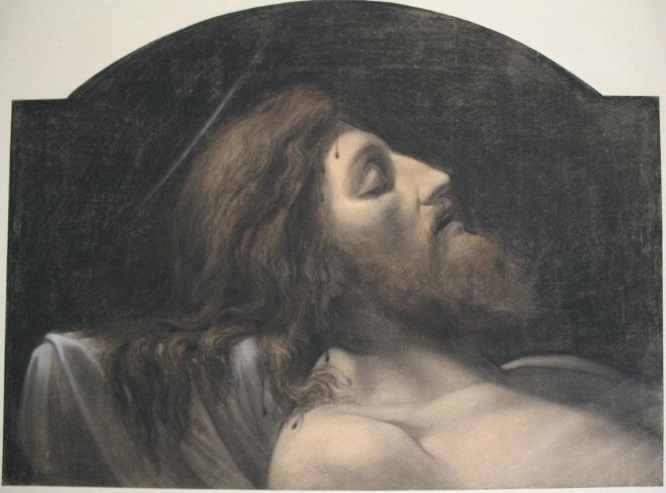
Tête de Christ mort, dessin au fusain acquis par l’État au Salon de 1872 (musée de Senlis).